# Mister Miliardo
Mister Miliardo (Mr. Billion) è un film statunitense del 1977, diretto da Jonathan Kaplan con Terence Hill nel ruolo del protagonista.

## Trama
Anthony Falcon è un miliardario statunitense. Alla sua morte, lascia l'intero suo patrimonio, un ingente capitale di un miliardo di dollari, al nipote italiano Guido Falcone - unico erede ancora vivente - un meccanico che come molti giovani ha il mito del sogno americano. Egli tuttavia deve riuscire a raggiungere gli Stati Uniti per firmare il testamento e appropriarsi dell'eredità in tempo prima che la possibilità svanisca. Guido deve andare in California per evitare che l'ingente patrimonio cada sotto il controllo dell'esecutore testamentario, John Cutler, che trama per impossessarsi del capitale.
Affronta quindi l'avventura del viaggio resa complicata dal fatto che egli odia volare. Inoltre, giunto negli USA, perde tutti i suoi soldi e deve trovare un modo per arrivare a destinazione, cercando di superare anche Rosie Jones, una seducente ragazza che l'avido amministratore dell'azienda gli ha inviato per cercare di convincerlo a firmare un documento, in cui rinuncia a tutte le pretese sulla proprietà.
Durante il viaggio incontra varie persone che lo aiuteranno nell'impresa e che, una volta raggiunta l'eredità, egli decide di mettere a capo della sua nuova amministrazione, esautorando il disonesto Cutler. Al contempo Rosie si innamora di lui e lo aiuta a raggiungere la destinazione in tempo.

## Produzione

### Luoghi delle riprese
Le scene in Italia sono state girate nel paese di Monte Porzio Catone, paese nel quale vive il giovane meccanico anche nella finzione scenica. Alcune scene furono tuttavia girate anche a Frascati, in particolare le sequenze iniziali in cui Guido percorre alcune strade con una Lamborghini.
Negli Stati Uniti tra i diversi  luoghi si riconosce il Grand Canyon e la città di San Francisco in cui si conclude il film, con le sue famose salite e discese.